# Олкотт, Марта
Марта Брилл Олкотт (англ. Martha Brill Olcott; 1949—2024) — американский историк и политолог, специалист по Центральной Азии и каспийскому региону. Эмерит-профессор Колгейтского университета.

## Биография
Окончила Университет штата Нью-Йорк в Буффало (бакалавр искусств, 1970) и Чикагский университет (магистр искусств, 1973). Степень доктора философии получила в 1978 году в Чикагском университете.
В 1974(5?)-2002 годах преподавала политологию в Колгейтском университете, в 1984—1990 годах возглавляла департамент политологии.
Владела французским, русским и турецким языками.
Умерла 5 февраля 2024 года.